# Helvetia rinaldiae
Helvetia rinaldiae là một loài nhện trong họ Salticidae.
Loài này thuộc chi Helvetia. Helvetia rinaldiae được Hipólito Ruiz López & Antonio D. Brescovit miêu tả năm 2008.